# Río Yeya
El río Yeya (del ruso: Е́я) es un río del krai de Krasnodar y el óblast de Rostov, en el sur de Rusia, al norte de las montañas del Cáucaso.

## Curso
Tiene una longitud de 311 km, una cuenca hidrográfica de 8650 km² y un caudal de 2,5 m³/s. Discurre por las tierras bajas de Kubán-Priazov por un valle ancho y pantanoso. En su curso y en el de sus afluentes (de los cuales los más importantes son el Sosyka y el Kugo-Yeya) se han formado varios estanques. Tiene un régimen básicamente nival. Su agua es ligeramente salada. Durante la estación estival puede llegar a secarse completamente.
Nace en la confluencia de dos ríos, el Korsún y río Upodnaya (a orillas del que se encuentran Gorkaya Balka y Novi Mir), al norte de Novopokróvskaya. Fluye en dirección oeste a través de Yeya, Sovetski, Kalnibolotskaya (donde recibe al Ternovka -a orillas del cual se encuentra Ternóvskaya, Novorománovskaya, y tuerce al noroeste), Krasni Posiólok, Sadovi (un poco antes del lugar, el río tuerce al norte, y aquí lo hace al oeste), Nezamayevskaya, donde vira al noroeste, y Yeya. En este punto el río toma de nuevo dirección oeste por unos kilómetros pasando por Kazachi (donde recibe al Plóskaya por la derecha), Krylovskaya (donde recibe por la izquierda las aguas del Vesiólaya -en cuya cabecera se encuentra Vesiólaya- y vira al norte-noroeste), Kisliakovskaya, recibe por la derecha al Kavalerka, Novoivánovskoye, Kushchóvskaya (donde recibe por la derecha al Kugo-Yeya y cambia su rumbo al oeste), Vostochni, Pioner, Pervomaiski, Nardegin, Naberezhni, Krasni, Podshkurinski, Shkurinskaya, Yeiski, Kanelovskaya, afluye por la izquierda el río Sosyka, Yuzhni, Yelizavétovka, Krasni Dar, Yekaterínovka, Staroshcherbínovskaya y Yéiskoye Ukrepléniye. 
A partir de Yelizavétovka el curso del río se abre en un estuario llano de 20 km de largo y 10 km de ancho formado por marismas. Desemboca en el golfo de Taganrog del mar de Azov por el limán Yeiski.